# Décalage vers le rouge
« Redshift » redirige ici. Pour les autres significations, voir Redshift (homonymie).

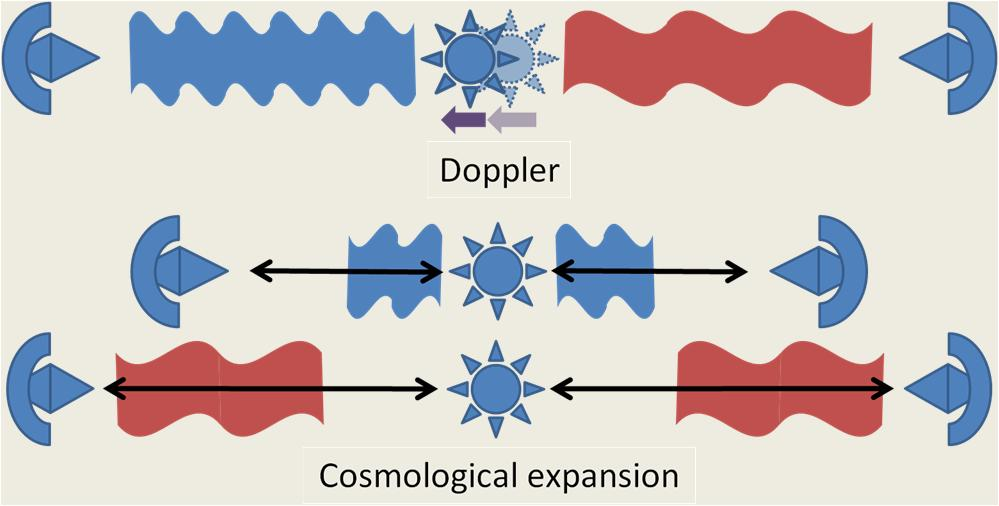
Le décalage vers le rouge peut être provoqué par effet Doppler-Fizeau ou par la dilatation de l'espace provoquée par l'expansion de l'Univers.

Le décalage vers le rouge (redshift en anglais) est un phénomène astronomique de décalage vers les grandes longueurs d'onde des raies spectrales et de l'ensemble du spectre — ce qui se traduit par un décalage vers le rouge pour le spectre visible — observé parmi les objets astronomiques lointains. À la suite des travaux de Lemaître et Hubble, c'est un phénomène bien documenté, considéré comme la preuve initiale de l'expansion de l'Univers et du modèle cosmologique avec le Big Bang. Dans cette acception, ce phénomène ne se réduit pas à l'effet Doppler-Fizeau, mais est une conséquence de la dilatation de l'espace provoquée par l'expansion de l'Univers.
Le terme est également employé pour la notion plus générale de décalage spectral, soit vers le rouge, soit vers le bleu (décalage vers le bleu), observé parmi les objets astronomiques selon qu'ils s'éloignent ou se rapprochent, indépendamment du mouvement général d'expansion. Dans cette acception, il est synonyme d'effet Doppler-Fizeau.

## Définition et mesure
Le décalage spectral est aisément mesurable, car les raies spectrales des atomes sont identifiables et bien connues, par exemple, grâce à des mesures en laboratoire. Il est alors aisé de repérer un décalage entre λ0, la longueur d'onde observée en laboratoire (qui doit être celle réellement émise par la source), et λobs, celle observée par les instruments astronomiques.
Le décalage spectral est mesuré par :
{\displaystyle z={\frac {\lambda _{\mathrm {obs} }-\lambda _{0}}{\lambda _{0}}}}
On utilise fréquemment dans les calculs l'expression {\displaystyle 1+z} :
{\displaystyle 1+z={\frac {\lambda _{\mathrm {obs} }}{\lambda _{0}}}={\frac {\nu _{0}}{\nu _{\mathrm {obs} }}}}
Ce décalage peut être observé vers le rouge (décalage vers les grandes longueurs d'onde, {\displaystyle z>0}) ou vers le bleu (vers les courtes, {\displaystyle z<0}).
Dans le cas des objets astronomiques, le décalage est remarquable, car il est le même sur l'ensemble du spectre, ce qui implique qu'il s'agit d'une conséquence d'un seul et même phénomène, et non d'un phénomène particulier à un type d'atome.

## Histoire
Le décalage spectral du son est bien connu : le même son émis par un objet en mouvement nous semble plus aigu lorsque l'objet s'approche et plus grave lorsqu'il s'éloigne. Le même phénomène pour la lumière fut découvert par Hippolyte Fizeau en 1848 dans le cadre de la mécanique classique. La relativité restreinte d'Albert Einstein (1905) permit de généraliser le calcul du décalage spectral aux sources se déplaçant à une vitesse proche de celle de la lumière.
En 1929, après une longue série d'observations, l'astronome Edwin Hubble (en collaboration avec Milton Humason) mit en évidence la loi de Hubble-Lemaître.
Il apparaît que la lumière en provenance des galaxies distantes subit, en moyenne, un décalage vers le rouge proportionnel à leur distance. L'effet s'observe en moyenne : on observe des galaxies dont la lumière est plus ou moins décalée vers le rouge, ou même décalée vers le bleu, comme la galaxie d'Andromède.
En appliquant l'hypothèse que cela provient d'un mouvement de la source, par effet Doppler, on en a déduit que, en moyenne, les sources s'éloignent de nous d'autant plus vite qu'elles sont déjà plus loin (ce qui n'exclut pas que certaines sources se rapprochent de nous, en raison des mouvements locaux). Cette interprétation ne vaut que quand les distances sont petites et l'interprétation complète se base sur l'effet de la variation de {\displaystyle R(t)}, qui induit un décalage vers le rouge distinct de l'effet Doppler.

## Causes du décalage spectral
Le décalage vers le rouge peut avoir plusieurs causes :

### L'expansion de l'Univers

Lorsqu'un astre se déplace, ses raies spectrales sont également décalées.

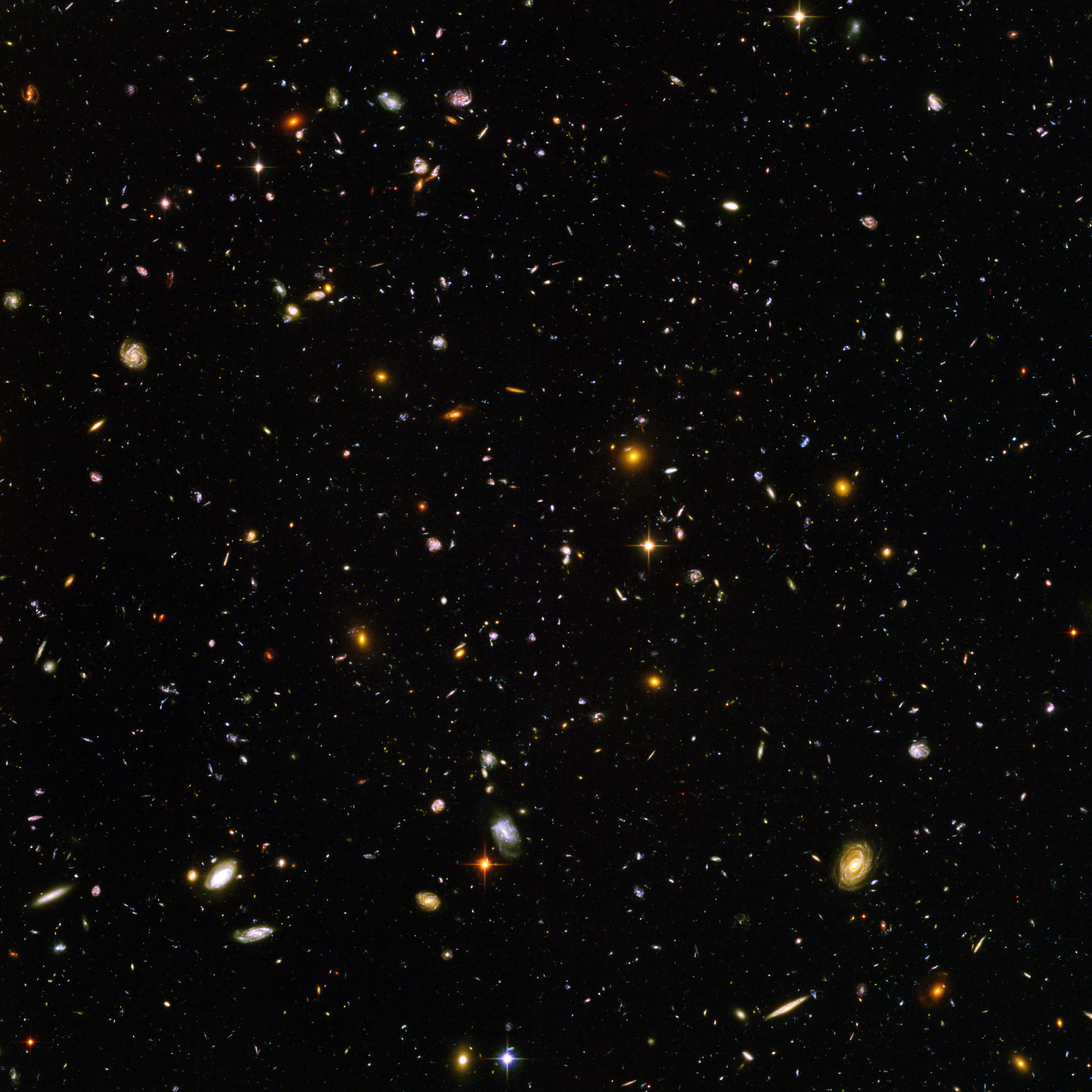
Image du champ ultra-profond de Hubble, montrant le décalage vers le rouge des galaxies ultra lointaines.

Actuellement, constatant un décalage vers le rouge de la lumière émise par des sources cosmologiques quasiment proportionnel à leur distance, les modèles cosmologiques dominants l'interprètent comme un effet de l'expansion de l'Univers.
Il ne s'agit donc plus d'un effet Doppler, comme on le présente encore parfois aujourd'hui, mais bien d'un effet qui se comprend quantitativement en disant que l'expansion, en « allongeant » l'Univers, allonge aussi la longueur d'onde de tous les photons de l'Univers. Il y a « comobilité » des galaxies qui sont entraînées par cette expansion.
Le décalage vers le rouge dû à l'expansion de l'Univers s'écrit alors :
{\displaystyle 1+z={\frac {a_{0}}{a(t)}}},
où {\displaystyle a(t)} est le facteur d'échelle à l'époque où l'objet a émis la lumière qui nous parvient et {\displaystyle a_{0}} la valeur actuelle du facteur d'échelle. En pratique, le facteur d'échelle croît avec le temps, car l'Univers est en expansion. La quantité {\displaystyle {\frac {a_{0}}{a(t)}}} est donc supérieure à 1, et z est positif, ce qui correspond comme attendu à un décalage vers le rouge.
Le décalage vers le rouge cosmologique permet de définir le temps de regard vers le passé d'un objet et d'avoir une estimation de son âge.

#### Décalage vers le rouge cosmologique et conservation de l'énergie
La dilatation de l'espace a pour effet d'augmenter la longueur d'onde du rayonnement électromagnétique, et donc de diminuer son énergie, du fait de la relation de Planck-Einstein {\displaystyle E=h\nu } ({\displaystyle \nu } étant la fréquence du rayonnement, inversement proportionnelle à la longueur d'onde et h la constante de Planck). Cette perte d'énergie n'est pas une apparence : le fond diffus cosmologique est le rayonnement ayant subi le plus grand décalage vers le rouge, avec un facteur z de l'ordre de 1 100, et correspond à une température et une énergie très basse de l'ordre de 3 kelvins (−270 °C), bien inférieure à l'énergie d'origine.
Or, la conservation de l'énergie est par ailleurs considérée comme un des principes fondamentaux de la physique. La question semble se poser de savoir dans quelle mesure le décalage vers le rouge cosmologique remet en question le principe général de conservation de l'énergie.
Ce problème avait été remarqué par Edwin Hubble lui-même dès 1936, sans que celui-ci ne propose de solution à ce problème.
Ce paradoxe n'en est pas un dans le cadre de la relativité générale, car dans celui-ci la conservation de l'énergie est un concept local et il n'y existe pas de loi globale de conservation de l'énergie.
Dans le modèle d'univers de Friedmann-Lemaître, utilisé pour étudier l'expansion de l'Univers, les équations de Friedmann donnent comme équation gouvernant la variation, due à l'expansion, de la densité d'énergie {\displaystyle \rho } (= μ c²) :
{\displaystyle {\dot {\rho }}+3H(\rho +P)=0}, 
P étant la pression générant l'expansion, H le paramètre de Hubble et μ la masse volumique ou densité de masse.
Cette équation exprime que la variation de la densité d'énergie dans le temps est nulle, et peut être interprétée comme une loi locale de conservation d'énergie. Pour une variation de volume {\displaystyle dV}, {\displaystyle \rho dV} représente la diminution locale de l'énergie gravitationnelle due à l'expansion, et {\displaystyle PdV} le travail réalisé par l'expansion. En relativité générale, l'énergie ne possède pas de signification à l'échelle globale, c'est le travail qui a une signification globale.
Ceci est lié au théorème de Noether : sur de grandes échelles temporelles, il n'y a pas de symétrie temporelle car - justement - l'univers est en expansion et n'est donc pas semblable par translation dans le temps. Or, la conservation de l'énergie est liée par le théorème de Noether à la symétrie temporelle. Donc il n'y a pas de conservation de l'énergie à de grandes échelles temporelle. En revanche, localement dans le temps, la conservation de l'énergie est vérifiée.

### Le mouvement de la source

Les ondes qui proviennent d'une source lumineuse sont plus longues lorsque celle-ci s'éloigne d'un observateur à la gauche. Les ondes sont « étalées » et la lumière qui nous parvient est donc rougie. C'est le décalage vers le rouge ou en.
Légende :
1 : Ondes rallongées à l'arrière de la source lumineuse dues à son déplacement.
2 : Sens de déplacement de la source lumineuse.
3 : Source lumineuse.
4 : Ondes raccourcies à l'avant de la source lumineuse dues à son déplacement.

L'effet Doppler dû au mouvement de la source est la première idée et encore la plus présente.
Si {\displaystyle z>0}, le décalage est vers le rouge, la source s'éloigne ; si {\displaystyle z<0}, le décalage est vers le bleu, elle se rapproche.
Quand la vitesse relative de la source projetée le long de la ligne de visée, v, est petite par rapport à la vitesse de la lumière, c, le décalage vaut :
{\displaystyle z\approx {\frac {v}{c}}}
et, réciproquement, on peut calculer la vitesse de la source lorsque le décalage z est beaucoup plus petit que l'unité :
{\displaystyle v\approx z\,c}
Lorsque la vitesse de la source n'est pas petite devant celle de la lumière, il vaut mieux utiliser la formule :
{\displaystyle z+1={\sqrt {\frac {c+v}{c-v}}}}

### L'effet gravitationnel
La théorie de la relativité générale d'Einstein prédit que la lumière se déplaçant dans un champ de gravitation non homogène subit un décalage vers le rouge ou vers le bleu. Cet effet est appelé le décalage d'Einstein. Sur la Terre, il est faible mais mesurable en utilisant l'effet Mössbauer. À proximité d'un trou noir, cet effet deviendrait significatif au point qu'à l'horizon des événements le décalage serait infini.
Ce décalage gravitationnel fut proposé dans les années 1960 comme explication des grands décalages vers le rouge observés pour les quasars, mais cette théorie n'est guère acceptée aujourd'hui.

### La variation de la vitesse de la lumière
La vitesse de la lumière pourrait diminuer avec le temps, des théories (voir notamment l'article Lumière fatiguée) supposent même qu'au début de l'Univers (phase d'Inflation) elle aurait pu être infinie. Mais ces théories restent difficilement soutenables même si, présentement, on mesure directement cette vitesse avec une bonne précision aux échelles cosmologiques. Il existe néanmoins de nombreuses mesures indirectes qui font qu'un tel discours, difficile à soutenir, peut s'envisager. Par exemple, quand il s'agit d'expliquer l'abondance des éléments fondamentaux ou divers autres effets gravitationnels liés au comportement de la lumière dans un champ gravitationnel.
Il existe de nombreuses observations supportant avec précision l'idée d'un univers en expansion, et le décalage vers le rouge n'est qu'un élément parmi de nombreux autres. Il est donc nécessaire de garder en tête qu'une variation de la constante c (une fois une telle chose définie convenablement) ne changerait probablement que très peu nos idées actuelles sur l'expansion de l'Univers et son évolution en dehors des « premiers instants ».

## Mesure des distances et des vitesses cosmologiques, application au passé de l'Univers
Le décalage vers le rouge appliqué aux galaxies lointaines permet d'en estimer la distance. Cette technique constitue, parmi les méthodes existantes, la seule actuellement utilisable pour déterminer la distance des astres les plus éloignés.
Pour cela, on écrit la loi de Hubble-Lemaître comme une relation entre la distance et la vitesse radiale des objets observés, on mesure la vitesse radiale de l'objet (le décalage vers le rouge de raies dont la fréquence est connue) et on en déduit sa distance. Cette méthode ne convient pas pour les objets trop proches, dont le mouvement propre l'emporte sur le mouvement induit par l'expansion de l'Univers et elle est parfois contestée pour les objets compacts, tel les quasars (voir, en particulier, les travaux de Halton Arp). Son utilisation pour les objets très lointains est également délicate, car dépendante du modèle cosmologique que l'on utilise. Si l'on se place dans le cadre d'un modèle cosmologique donné, il existe une correspondance entre le décalage vers le rouge et la distance, et l'on exprime souvent les distances en termes du décalage vers le rouge, noté z ; c'est alors aussi en termes de z qu'on exprime le temps auquel les rayonnements observés ont été émis. Plusieurs modèles cosmologiques étant encore en débat, les distances et les temps calculés par cette méthode différent d'un modèle à l'autre, mais restent généralement du même ordre de grandeur. Par exemple, le fond diffus cosmologique correspond à {\displaystyle z\approx } 1 100 et {\displaystyle t\approx } 380 000 ans après le Big Bang.

### Décalage vers le rouge, vitesse radiale et temps de regard vers le passé
Avec la valeur standard adoptée par Planck 2015 pour la constante H0 (67,7 km s–1 Mpc–1) et les paramètres Ω de l’Univers, le calcul cosmologique détaillé montre que z = 0,01 correspond à la distance d = 143 millions d’années-lumière et z = 0,10 à d = 1,35 milliard d’années-lumière.
Le temps de regard vers le passé (« lookback time » en anglais) est le temps écoulé, dans un Univers en expansion, depuis que la source a émis le rayonnement (depuis sa position d’alors), détecté actuellement (depuis la Terre). C’est donc la différence de temps entre l’âge actuel de l’Univers et l’âge qu’il avait lors de l’émission du rayonnement par la source. Ce temps est alors converti en distance parcourue par la lumière et exprimée en années-lumière.
Pour les valeurs de décalage vers le rouge supérieures, la correspondance avec la distance de l’objet est ambiguë car l’Univers s’est dilaté entre l’émission et la réception du rayonnement, et que la valeur dépend du choix du modèle cosmologique (ΛCDM, OCDM et SCDM…).
Trois exemples sont donnés dans le tableau ci-dessous.
| Objet céleste | Décalage vers le rouge z | Vitesse radiale [km·s–1] | Lookback time tlbt [années] |
| Antlia 2      | 0,0087                   | 2 597                    | 125.106                     |
| PKS 1127-145  | 1,187                    | 0,65.c                   | 8,62.109                    |
| EGSY8p7       | 8,68                     | 0,98.c                   | 13,2.109                    |